# Prosopocera spinales
Prosopocera spinales är en skalbaggsart som beskrevs av Teocchi 1986. Prosopocera spinales ingår i släktet Prosopocera och familjen långhorningar. Inga underarter finns listade i Catalogue of Life.